# Magyar Madártani Intézet

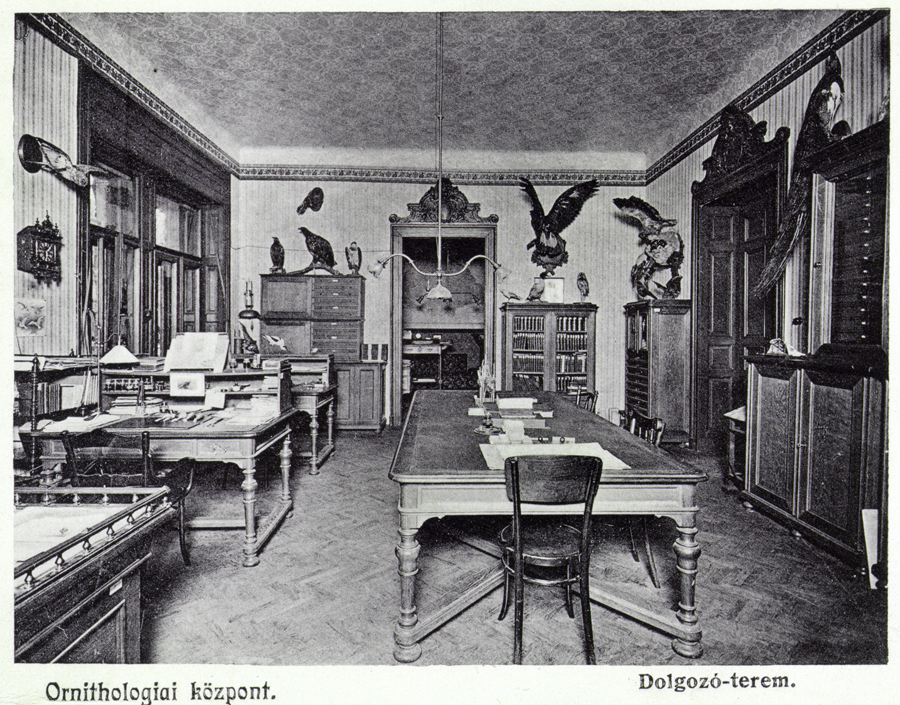
Dolgozószoba az Ornithológiai Központban az 1910-es években

A kiégett Intézet a háború végén

A Magyar Madártani Intézet Herman Ottó kezdeményezésére 1893-ban jött létre.
Csáky Albin akkori vallás- és közoktatásügyi miniszter 1893. május 20-án kelt 15036. számú és az ezt kiegészítő november 20-án kelt 30071. számú rendeleteivel a hazai madártani kutatások fellendítésére létrehozta a Magyar Nemzeti Múzeum keretében a Magyar Ornithológiai Központot, az intézet elődjét, amelynek jogutódja ma a Környezetvédelmi és Vízügyi Minisztérium szervezetében működő Keve András Madártani és Természetvédelmi Szakkönyvtár. Feladata elsősorban a madárvonulás kutatása és a madárfajok gazdasági jelentőségének megállapítása volt.
Jelenleg Budapesten a Jókai-kertben található a XII. ker. Költő u. 21. szám alatt.

## Története
Az 1891 májusában Budapesten megtartott II. Nemzetközi Madártani Kongresszus sikeres lebonyolítására a hazai ornitológusok összefogtak, megszerveződtek. Ekkor vetette fel Herman Ottó az „Ornithológiai Központ” megalapításának gondolatát. Latba vetve teljes politikai befolyását is, a jó ügy érdekében tárgyalni kezdett Csáky Albin gróffal, az akkori vallás- és közoktatásügyi miniszterrel, a későbbi főrendiházi elnökkel, aki megbízta a megoldási tervezet kidolgozásával. A terv elkészült és Csáky Albin 1893. május 20-án kelt 15036. számú és az ezt kiegészítő november 20-án kelt 30071. VKM számú rendeleteivel létrehozta a „Magyar Ornithológiai Központ”-ot. Ezt az Okiratot december 4-én 1/1893. számon iktatták és ezzel megkezdődött a munka.
Az új intézet szerény keretek között kezdte meg működését. A Magyar Nemzeti Múzeum két apró földszinti szobájában működött, azonban évek múltán, meggyarapodva, a József körút 65. szám alatti bérházba költözött, annak egész első emeletét foglalva el. Később az ampelológiai intézet és szőlőkísérleti állomás Debrői úti telkének IV. pavilonjába költözött. Évi dotációja ekkor mindössze kétezer koronát tett ki. Élén Herman Ottó, mint tiszteletbeli igazgató állt, mellette Pungur Gyula középiskolai tanár, mint asszisztens és gyulai Gaál Gaszton, mint önkéntes munkatárs dolgoztak. Az alapítás költségeire a Magyar Tudományos Akadémia egyszeri 500 Ft, a Természettudományi Társulat évi 500 Ft járadékot szavazott meg.
A felszerelés lassan gyűlt össze. A kiadott és világszerte terjesztett Aquila című kétnyelvű évkönyv azonban megtette hatását: sok könyv, különlenyomat, és cserepéldány érkezett folyamatosan, Herman saját könyvtárából is átadott az intézetnek fontosabb műveket. Az intézet munkája eleinte kizárólag a madárvonulási megfigyelések, a tavaszi megérkezés és őszi eltávozás adatainak feldolgozásában állott, csakhamar azonban lényegesen bővült. A millennium alkalmából Chernel István tollából, de többek közreműködésével elkészült a hazai madárfajok névjegyzéke, a modern tudományos nevezéktan és a népnyelv gazdag szókincsének igénybevételével.
1904-ben kezdte gyártani Herman Ottó és Csörgey Titusz segítségével Kühnel Márton cége, az Első Magyar Fészekodúgyár a hamarosan nemzetközi sikereket elért odúit, etetőit és másféle madárvédelmi eszközeit.
Amikor Hans Christian Mortensen dán ornitológus megkezdte a madárvonulás kísérleti kutatását alumínium lábgyűrűk alkalmazásával, a „Magyar Ornithológiai Központ” az elsők között vezette be ezt a módszert. Greschik Jenő asszisztens 1909-ben szövettani vizsgálatok lehetővé tételére laboratóriumi felszerelést kért, Lambrecht Kálmán pedig a madarak paleontológiáját és osteológiáját tanulmányozta.

### A háború és a pusztulás
A Madártani Intézet 1943-ban ünnepelte fennállásának 50 éves jubileumát, a második világháborúra való tekintettel a nagyobb nyilvánosság teljes kizárásával. 1943. május 20-ra (ezen a napon kapott 1893-ban Herman Ottó megbízást az Intézet tervezetének elkészítésére) tömegesen érkeztek hazai és külföldi jókívánságok. Az üdvözletek sorából kiemelkedő volt a finn madártani társulat gratulációja: magyar és német nyelven nyomtatott díszoklevélen küldte üdvözlő sorait. A horvát társintézet magyar nyelvű üdvözlő iratában kiemelte, hogy az ő alapításukat is Herman Ottó vívta ki. Üdvözletüket tolmácsolták továbbá a bajor, cseh, finn, francia, holland, német, svájci madártani társaságok, a finn Zoológus-Botanikus társaság, a finn Tudományos Akadémia, a bécsi Naturhistorisches Museum stb. A szaksajtó javarészben megemlékezett a jubileumról; a Természettudományi Társulat Állattani szakosztálya 1943 december havi szakülésén dr. Dudich Endre professzor köszöntötte az Intézetet és méltatta félévszázados munkásságát. 1943. december 5-én (annak a napnak az évfordulóján, amely napon az Intézet szervezetének miniszteri jóváhagyását beiktatták), a társintézetek vezetőiből, valamint vidéki és budapesti munkatársaikból álló küldöttség kereste fel az Intézetet. A küldöttség vezetője, Csiki Ernő meleg szavakkal méltatta az elmúlt ötven év munkásságát és eredményeit, majd dr. Beretzk Péter a szegedi Fehér-tónál készített madártani tárgyú filmfelvételeit és diapozitív-felvételeit mutatta be.
1944-ben Schenk Jakab főigazgatón erőt vett régi szívbaja, mely később annyira súlyosbodott, hogy hosszú ideig szanatóriumba volt kénytelen vonulni; utána Balatonfüredre, később fiához Kőszegre ment betegszabadságra. Az Intézet iránti elkötelezettségére jellemző, hogy betegsége alatt egy pillanatra sem engedte ki kezéből az Intézet irányítását, különösen az akkor sajtó alatt álló jubiláns Aquila kötet szerkesztését.
A német megszállás után rövidesen érkeztek az Intézet tisztviselői részére a katonai behívók. Április elején távozik Keve András, majd Udvardy Miklós, végül Pátkai Imre. 1944. május elején Vasvári Miklóst kényszernyugdíjazzák és rövidesen munkaszolgálatra hurcolják.
A légibombázások kiterjedése és sűrűsödése sürgeti az intézeti értékek biztonságba helyezését. Azonban a felsőbb intéző körök zavarodottságán, de főleg a megfelelő költségek hiányában ezek megbuktak, így csupán a könyvtár és gyűjtemény legértékesebb darabjait tudták a főépület második emeletén lévő intézeti helyiségekből az alagsorban lévő egyik raktárhelyiségben összezsúfolni. Jellemző, hogy még 1944 decemberében is az intézeti épületcsoportot, de általában Budát, az akkor már elkerülhetetlen ostrom kilátásaival szemben annyira biztosnak ítélték, hogy még december 23-án is teherautószámra hordták fel Pestről az értékesebb minisztériumi irattári és felszerelési anyagot. Ezen a szombati napon mondtak az intézeti tisztviselők utoljára búcsút ezeknek a falaknak. Másnap az orosz előőrsök elérték az Intézet vonalát és karácsonykor előtte állt meg a front. A német SS-kötelékek megszállták az épületcsoportot és védelemre rendezkedtek be. Az épületcsoportot eredetileg központi fűtéssel fűtötték, ennek maradványaként jól megépített földalatti folyosók kapcsolták össze az egyes pavilonokat, ezzel kiváló erődrendszert nyújtottak. Az épületek védelme mögött megkezdődött a három hétig tartó harc.
A három héten át dúló, szinte szakadatlan tűzharc folyamán az intézeti épületcsoportot számtalan belövés érte, elsősorban az épületcsoport homlokterében lévő, az Intézetet is magában foglaló főépületet, mely végül is a belövések és (szemtanúk állítása szerint) német katonák szándékos gyújtogatása következtében szilveszter estéjén kigyulladt és kb. 4-5 napig égett. A második emelet, ahol az Intézet munkahelyiségei és gyűjteményei is voltak, teljesen elpusztult. Az első emelet és a földszint épségben maradt, kivéve azokat a helyiségeket, ahol értékes intézeti anyag volt felhalmozva, így az első emeleten lévő raktárhelyiség, ahol a nyomtatványokat tárolták és a már említett alagsori helyiség, ahová a könyvtár és a gyűjtemény értékes darabjait mentették. A pusztítás martalékává vált 60 ezer kötet könyv, a teljes irattár, 32 ezer madártáplálék-minta, 8 ezer madárpreparátum, a Cerva-féle pelyhesfióka-gyűjtemény, Alexander Bau 7500 db-os tojásgyűjteménye, a gyűrűzési törzskönyvek és kartonok 170 ezer addigi összes adattal.
Az Intézet sorsa ezzel megpecsételődött. Fél évszázad munkájának eredményei, a nagyhírű madártani szakkönyvtár, a feljegyzések, fényképek, eredeti rajzok, festmények, feldolgozásra váró vizsgálati anyagok tömege, a múlt tudományos törekvéseit reprezentáló emlékek, a teljes magyar madárfaunát felölelő muzeális gyűjtemény teljesen megsemmisült.
A harcok az intézeti dolgozókat sem kímélték. Schenk Jakab főigazgatót, Kőszegen több ízben szívroham támadta meg és 1945. február 22-én elhunyt. Vasvári Miklós főadjunktust a nyilasok lakásáról 1944 novemberében elhurcolták és a balfi internálótáborban kivégezték. Warga Kálmán igazgató Pest ostromakor aknaszilánktól súlyosan megsebesült.
A teljes pusztulás után az Intézet jövőjének biztosítására 1945. április 4-én kelt felterjesztésben kezdeményezték a jövőbeni működés feltételeinek megteremtését. Ebben a beadványban összefoglalták eddigi történetét és az újjáépítési tervezetet. A fölöttes hatóság, a földművelésügyi minisztérium kifejezésre juttatta, hogy az Intézet folyamatos működését biztosítja. Legsürgetőbb feladat volt az Intézet elhelyezése, amellyel kapcsolatban több javaslat született. Az Erdőközpont, Szeged városa, a tihanyi Biológiai Kutatóintézet és a Magyar Nemzeti Múzeum, végül a Magyar Mezőgazdasági Múzeumban nyert ideiglenes elhelyezést annak fenntartásával, hogy a kísérletügyi telep felépülése esetén ismét a régi székhelyére költözhet vissza.